# Chaîne de Plessur
La chaîne de Plessur est un massif des Alpes orientales centrales. Il s'élève intégralement en Suisse (canton des Grisons). Il tient son nom d'une rivière qui prend sa source au sein du massif et qui s'écoule en direction de l'ouest.
Il appartient aux Alpes rhétiques.
L'Aroser Rothorn est le point culminant du massif.

## Géographie

### Situation
Le massif se situe à l'ouest du Rhin et est entouré par le Rätikon au nord, la chaîne de l'Albula au sud-est, la chaîne de l'Oberhalbstein au sud-ouest, les Alpes lépontines à l'ouest et les Alpes glaronaises au nord-ouest.

### Sommets principaux

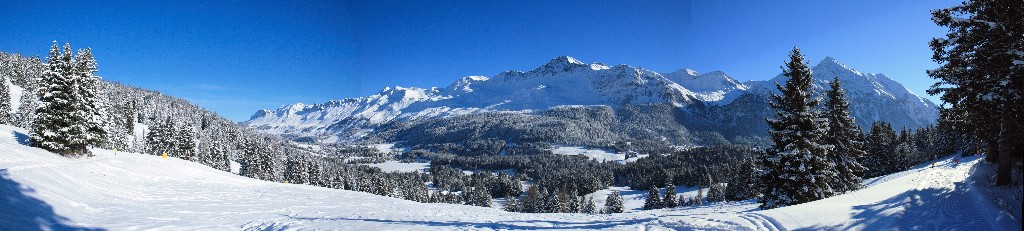
Panorama sur la chaîne de Plessur (dans la vallée : Lenzerheide)

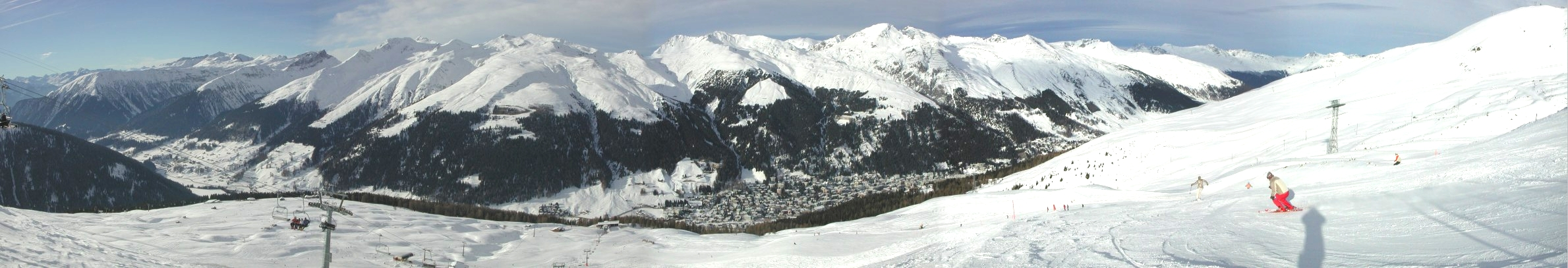
Panorama sur la chaîne de Plessur depuis l'Albula (dans la vallée : Davos)

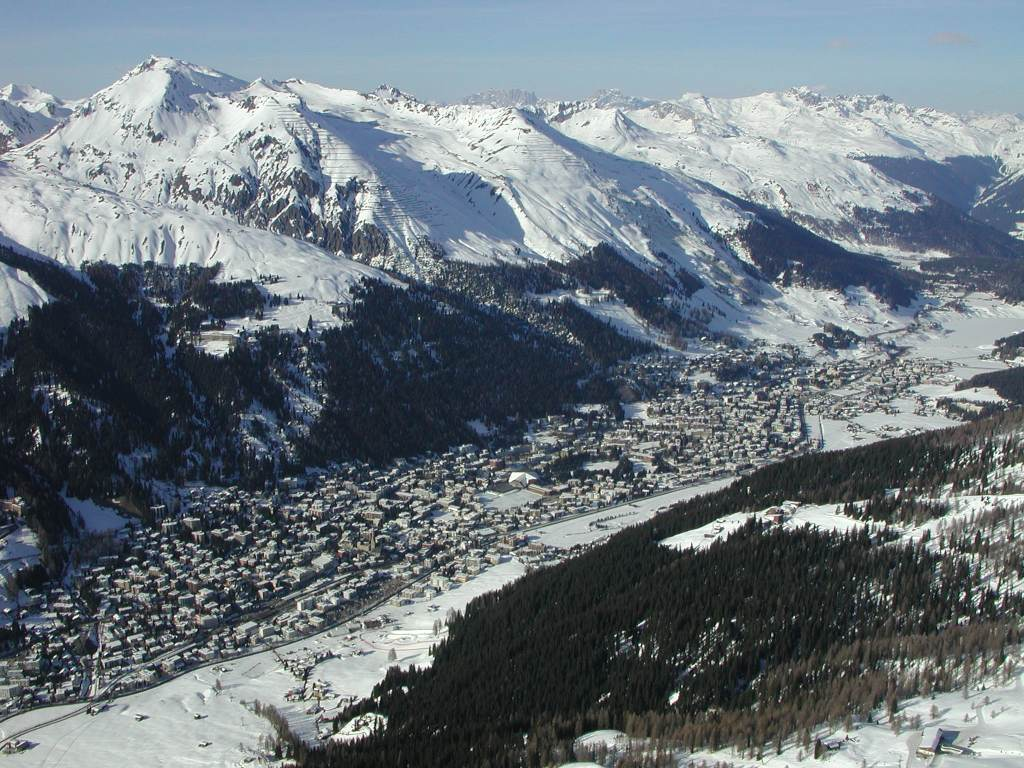
Station de Davos et sommets du massif

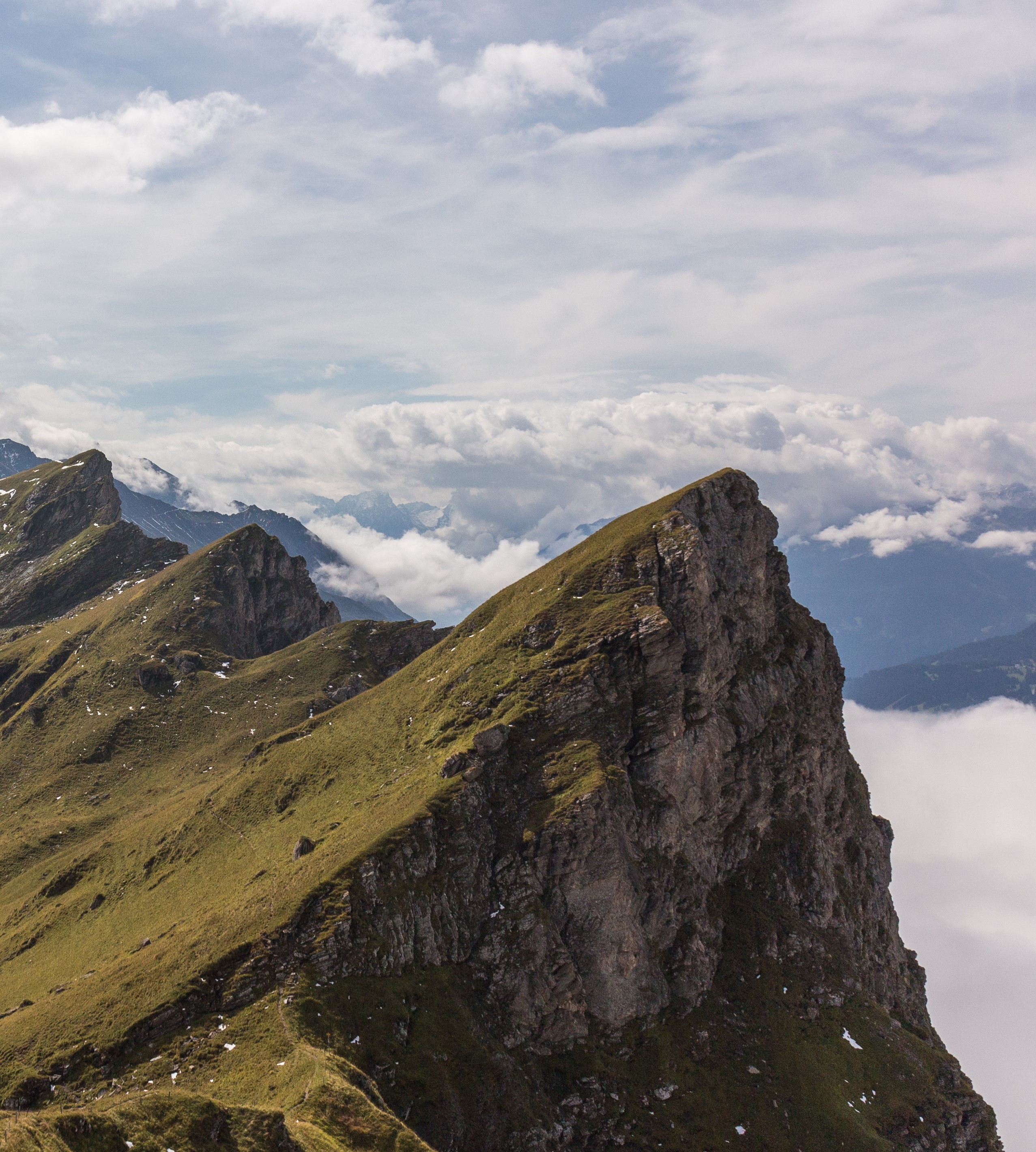
Vue depuis le Gürgaletsch (2560 m) vers le sommet du Hüenerchöpf à l'est, dans la chaîne de Plessur.

- Aroser Rothorn, 2 980 m
- Erzhorn, 2 924 m
- Lenzerhorn, 2 905 m
- Parpaner Rothorn, 2 896 m
- Weissflue, 2 844 m
- Guggernell, 2 810 m
- Tiejerflue, 2 781 m
- Amselflue, 2 781 m
- Sandhubel, 2 764 m
- Tschirpen, 2 728 m
- Schiahorn, 2 709 m
- Chüpfenflue, 2 658 m
- Aroser Weisshorn, 2 653 m
- Schiesshorn, 2 605 m
- Stätzerhorn, 2 574 m
- Casanna, 2 557 m
- Aroser Weisshorn, 2 556 m
- Hochwang, 2 533 m
- Fulbergegg, 2 529 m

## Activités

### Stations de sports d'hiver

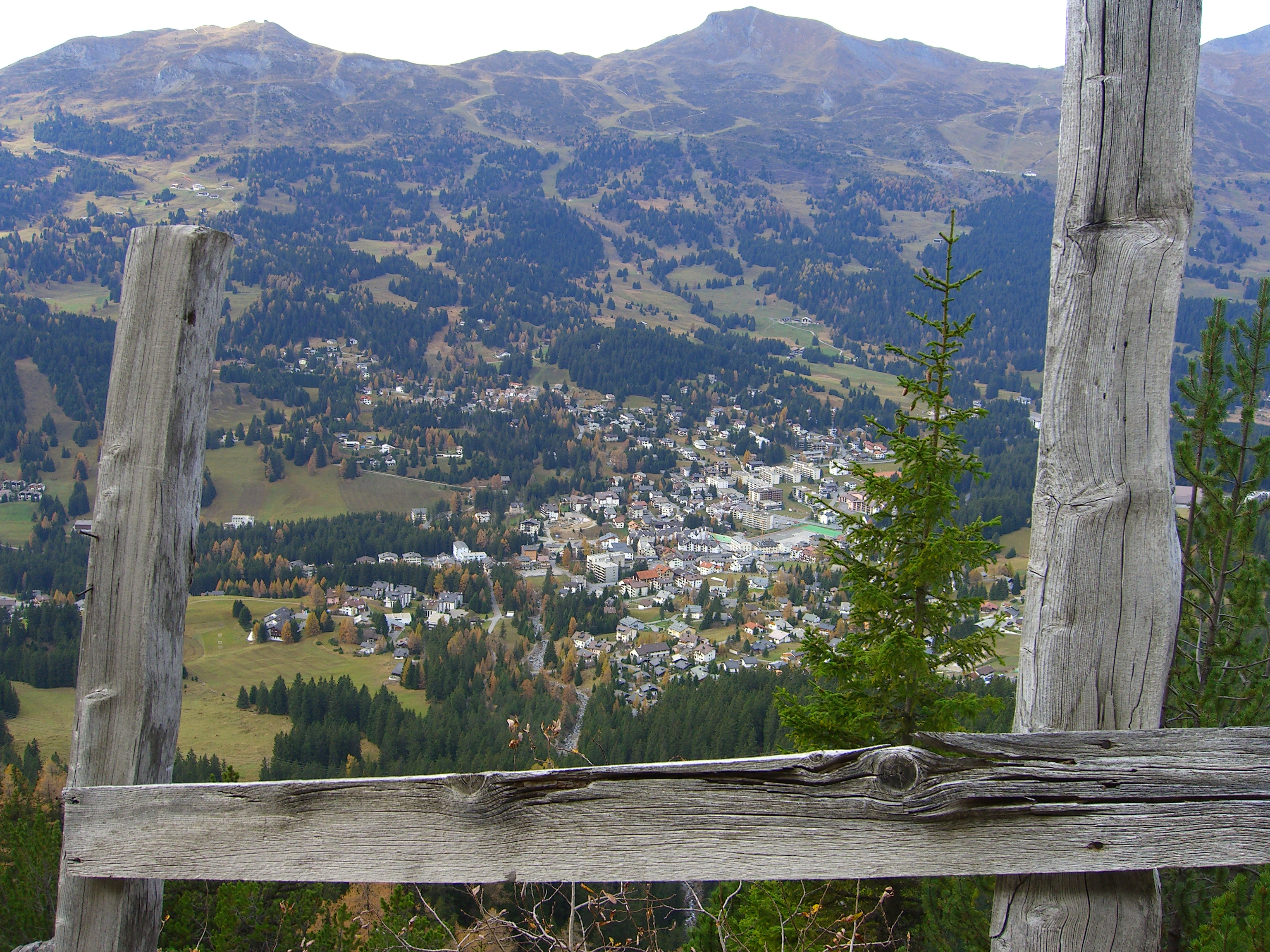
Station de Lenzerheide

- Arosa
- Chur
- Churwalden
- Davos
- Grüsch
- Klosters-Serneus
- Lenzerheide